# Île Florence
Die Île Florence ist eine kleine Felseninsel vor der Küste des ostantarktischen Adélielands. Sie liegt 600 m südlich der Derby-Insel nahe dem nördlichen Ausläufer der Astrolabe-Gletscherzunge.
Französische Wissenschaftler kartierten sie im Verlauf einer von 1949 bis 1951 dauernden Forschungsreise und benannten sie nach der italienischen Stadt Florenz.